# Michelle Hurd
Michelle Hurd (New York, 21 december 1966) is een Amerikaanse actrice die vooral in televisieseries speelt. Ze  vertolkte o.a.  rechercheur Monique Jeffries in Law & Order: Special Victims Unit (1999 - 2001).

## Biografie
Hurd is de dochter van het acteurskoppel Hugh Hurd en Merlyn Hurd (Purdy); ze heeft drie zussen. Hurd heeft de high school doorlopen aan de Saint Ann's School in New York en haalde in 1984 haar diploma. Hierna ging zij studeren aan de universiteit van Boston en haalde in 1988 haar diploma.
Hurd begon in 1989 met acteren in de film Rude Awakening. Hierna heeft zij nog meerdere rollen gespeeld in films en televisieseries zoals Another World (1991-1997), Justice League of America (1997), Law & Order: Special Victims Unit (1999-2001), ER (2006-2007), Gossip Girl (2007-2008), The Glades (2010-2012) en Blindspot (2016-2017). 
Hurd is ook actief in het theater, zij maakte een eenmalige optreden op Broadway. In 1996 speelde zij in het toneelstuk Getting Away With Murder als Charmaine. Hiernaast heeft zij meerdere rollen gespeeld op off-Broadway theaters.
In maart 2018 werd bekendgemaakt dat Hurd in de reboot van de politieserie Cagney & Lacey zou spelen; het bleef echter bij een pilot. Sinds 2020 is ze in Star Trek: Picard te zien als Raffi Musiker.

## Persoonlijk leven
Hurd is getrouwd met Garret Dillahunt.

## Filmografie

### Films
Uitgezonderd korte films.
- 2023 Anyone but You - als Carol
- 2020 Bad Hair - als Maxine
- 2018 Cagney & Lacey - als Lacey
- 2018 You Can Choose Your Family - als Marcy Kempler
- 2017 Be Afraid - als Christine Booth
- 2017 We Don't Belong Here - als Tania
- 2016 Search Engines - als Petra
- 2015 It Had to Be You - als Pam Davis
- 2015 I Spit on Your Grave 3: Vengeance Is Mine - als rechercheur Boyle
- 2015 Beautiful & Twisted - als Gloria Mosley
- 2014 Within the Dark - als Christine Booth
- 2012 Naughty or Nice - als Helen Purcell
- 2012 Girl Most Likely – als Libby
- 2009 Too Late to Say Goodbye – als rechercheur Ann Roche
- 2006 Play It by Ear – als Mary Ann
- 2000 Double Parked – als Lola
- 1999 Random Hearts – als Susan
- 1999 Peronals – als Lorraine
- 1998 Wilbur Falls – als politieagente
- 1994 Vanishing Son II – als Anita
- 1989 Rude Awakening – als studente op straat

### Televisieseries
Uitgezonderd eenmalige gastrollen.
- 2020 - 2022 Star Trek: Picard - als Raffi Musiker - 19 afl.
- 2021 Marvel's Wastelanders: Hawkeye - als Bobbi - 10 afl.
- 2016 - 2020 Blindspot - als Shepherd - 27 afl.
- 2014 - 2019 Hawaii Five-0 - als Renee Grover - 8 afl.
- 2017 - 2018 Lethal Weapon - als Gina Santos - 5 afl.
- 2016 Ash vs Evil Dead - als Linda B. Emery - 6 afl.
- 2016 Daredevil - als Samantha Reyes - 6 afl.
- 2015 Devious Maids - als Jacklyn Dussault - 4 afl.
- 2014 Witches of East End - als Alex - 2 afl.
- 2010 – 2013 The Glades – als Colleen Manus – 43 afl.
- 2011 – 2013 90210 – als Rachel Gray – 6 afl.
- 2007 – 2008 Gossip Girl – als Laurel – 6 afl.
- 2006 – 2007 ER – als Courtney Brown – 6 afl.
- 2004 According to Jim – als rechercheur Kimberly Banks – 3 afl.
- 2001 Leap Years – als Athene Barnes – 20 afl.
- 1999 – 2001 Law & Order: Special Victims Unit – als rechercheur Monique Jefferies – 25 afl.
- 1997 – 1998 Malcolm & Eddie – als Simone Lewis – 8 afl.
- 1997 The Practice – als Renee Williams – 2 afl.
- 1994 – 1995 New York Undercover – als Reynolds / Thomas – 5 afl.
- 1991 – 1997 Another World – als Dana Kramer - 52 afl.

### Computerspel
- 2004 Terminator 3: Redemption - als diverse stemmen

- Library of Congress Control Number: no2004025028
- Système universitaire de documentation: 260024406
- Virtual International Authority File: 66177283
- WorldCat: E39PBJhxp4wtwwBdjqWYCyBVmd